# Basit Abdul Khalid
Basit Abdul Khalid (Accra, 10 agosto 1996) è un calciatore ghanese, attaccante svincolato.

## Carriera
Cresciuto tra le file del Dreams, nel 2016 firma con la formazione kosovara del Prishtina, con la quale vince una coppa e una supercoppa nazionale, oltre ad esordire nelle competizioni continentali europee.
Nel 2019 firma con gli albanesi del Teuta, trovando poco spazio da titolare. La stagione successiva firma per il Makedonija G.P., restandovi solo per la prima parte di stagione. Nel gennaio 2021 si trasferisce all'Espérance, con cui vince il campionato tunisino.
Il 17 settembre 2021 lo Sheriff Tiraspol, club della prima divisione moldava, annuncia l'accordo con il giocatore.

## Palmarès

### Club

#### Competizioni nazionali
- Coppa del Kosovo: 2

Prishtina: 2015-2016, 2017-2018
- Supercoppa del Kosovo: 1

Prishtina: 2016
- Campionato tunisino: 1

Espérance: 2020-2021
- Campionato moldavo: 1

Sheriff Tiraspol: 2021-2022
- Coppa di Moldavia: 1

Sheriff Tiraspol: 2021-2022